# Adolf Oppermann
Adolf Oppermann (født 14. januar 1861 i Nyrup ved Holsteinborg, død 15. november 1931 i Springforbi) var en dansk professor og forstander for statens forstlige forsøgsvæsen.
Han var søn af Adolph Carl Nicolaus Mathias Oppermann (1819-1897), skovrider ved Holsteinborg, hvis farbror var C.V. Oppermann, og Amalie Nicoline Rasbech (1829-1914).

## Opvækst og uddannelse
Han tog 4. klasses hovedeksamen (realeksamen) fra Sorø Akademi 1876 og var der efter et år i handelslære 1876-77. Han blev matematisk student fra Sorø Akademi 1879 og begyndte her efter sit studie til forstkandidat under P.E. Müller. Han fik praktisk vejledning i skovdrift af sin far og Christian Ulrich. 1883 blev han forstkandidat og samme år assistent ved skovbrugsundervisningen på Landbohøjskolen.

## Karriere
Oppermann foretog i 1887 en længere studierejse i Østrig-Ungarn, og senere repræsenterede han forsøgsvæsenet ved forskellige forstlige kongresser.
I 1887 blev han ansat som lærer i skovbrug og samme år besøgte han skovegne i Østrig-Ungarn og Danmark. I 1892 blev han lektor og i 1895 professor. Fra 1891 til 1898 var Oppermann efor ved Landbohøjskolens Bibliotek og som formand for bibliotekskomiteen havde han havde han en stor rolle i bibliotekets omorganisering og udgivelsen af et nyt katalog. I forbindelse med professor C.V. Prytz lod han 1891—93 udarbejde en driftsplan for Grevskabet Holsteinborg’s skove.
I 1901 blev skovreguleringens forsøgsafdeling under statsskovene omdannet til et selvstændigt forstligt forsøgsvæsen, og Oppermann blev forsøgsleder ved den nye institution. 1910 blev han udnævnt til forstander, men først 1917 blev han kongeligt udnævnt, og han forlod da sin stilling på Landbohøjskolen. Han fortsatte dog med at være knyttet til højskolen indtil 1922.

## Virke ved Landbohøjskolen
Som lærer udførte Oppermann et stort arbejde ved at bygge sin undervisning helt på selvstændigt, dansk grundlag; dette gælder ubetinget for "træmålings- og tilvækstlæren" samt for "vare- og handelslæren", mens der for "skovbrugets historie og statistik" delvis var tilvejebragt et originalt grundlag forud ved P.E. Müller’s arbejder. I nøje tilknytning til denne virksomhed stod Oppermanns omfattende litterære produktion: ved siden af autograferede eller trykte forelæsninger i nævnte fag må fremhæves: "Bidrag til det danske Skovbrugs Historie 1786—1886" (bind X af "Tidsskrift for Skovbrug"); "Kortfattet Vejledning i Skovbrug" (i "Landmandsbogen"), "Haandbog i Skovbrug", som Oppermann udgav sammen med A. Hauch, samt talrige store og små afhandlinger i forstlige tidsskrifter og andre steder.
Ved siden af sin omfattende lærergerning udførte Oppermann et meget betydeligt arbejde for statens forstlige forsøgsvæsen: 1910 forstander herfor, siden 1903 redaktør af forsøgsvæsenets publikationer, i hvilke han skrev adskillige værdifulde afhandlinger, hvoraf "Tilvirkning og Anvendelse af dansk Gavntræ" (1906) — en fortsættelse af hans 1898 udgivne undersøgelser over tilvirkning af trævarer — havde almen praktisk betydning, mens "Vrange Bøge i det nordøstlige Sjælland" (1908) behandlede arvelighedens betydning for skovbruget.
På Landbohøjskolen lagde Oppermann et stort arbejde i omordningen af højskolens bibliotek og udarbejdelsen af et nyt katalog derfor. Oppermann redigerede det monumentale festskrift i anledning af den kgl. Veterinær- og Landbohøjskoles 50 års jubilæum i 1908 og bistod Statens statistiske Bureau ved udarbejdelsen af skovbrugsstatistik.

## Dansk Skovforening
I 1888 deltog han i stiftelsen af Dansk Skovforening. Her var han et meget aktivt medlem af fællesbestyrelsen og deltog i talrige udvalg, ofte som formand. Han har især arbejdet for at gøre det lettere at afsætte og transportere produkter fra skoven. Han har med stor dygtighed formået at skabe forbindelse mellem undervisningen på Landbohøjskolen og skovbruget og de tilknyttede industrivirksomheder. Han har på denne måde gavnet det danske skovbrug.

## Medlem af flere kommissioner
Oppermann var medlem af forskellige kommissioner: 1900 angående det forstlige forsøgsvæsen, 1902 angående statsskovenes planlægningsvæsen, 1904 angående uddannelsen af skovfogeder og 1908 formand for en kommission angående meterlovens anvendelse på landets skovbrug.

## Foredragsholder
Hans usædvanlige evner som foredragsholder blev uden for forstlige kredse blandt andet benyttet af Folkeuniversitetsforeningen.

## Familie
Den 25. oktober 1889 blev han gift på Frederiksberg med Agnes Elise Marie Johansen (f. 10. juni 1862 i Korsør, d. 3. november 1952 i København, hun var datter af particulier Peter Tønnes Johansen.
Han ligger begravet på Taarbæk Kirkegård. I december 1932 blev der rejst en mindesten for ham på Møllevangen ved Springforbi.

### Lærebøger
til de fag han underviste i:
- Taxations- og Tilvæxtlære (1887)
- Vare- og Handelslære (1892-93)
- Skovbrugslære, Historie og Statistik (1896)

### Andre bøger
- Dalgas, Hedesagens Forkæmper, 1885
- Regnetavler til Brug ved Undervisningen og i Praxis med en populær Forklaring (sammen med J.P. Gram), 1888
- Bidrag til det danske Skovbrugs Historie 1786-1886, 1887-1889
- Undersøgelser over Rødgranens Væxt i Danmark, 1892. (Sammen med C.V. Prytz)
- Skovene og Skovbruget i Forhold til Samfundet, 1897
- Undersøgelser over Tilvirkning af Trævarer, 1898
- Fra 1889 udgav Oppermann sammen med C.V. Prytz «Tidsskrift for skovvæsen», men han fratrådte redaktionen 1893.
- Haandbog i Skovbrug (sammen med L.A. Hauch), 1898-1902
- Vrange Bøge i det nordøstlige Sjælland. I Det forstlige Forsøgsvæsen i Danmark. Bd. 2: 29-256, 1908-1911
- Træ og andre skovprodukter, 1911-1916
- Skovene og Skovbruget i Danmark, 1917-1918
- Skovfyr i Midt- og Vestjylland, 1922
- Dyrkning af Lærk i Danmark, 1923
- Den danske Skovbrugs-Litteratur indtil 1925. Bibliographia universalis silviculturae. I. Dania, 1935
- Den danske Skov-Lovgivning 1660-1924: en historisk Fremstilling, 1929
- Fra Skov og Hede, 1929
- Egens Træformer og Racer, 1932
- Skove og Søer. I Sorø II, side 1-86
- Afhandlinger i Meddelelser fra Statens Forstlige Forsøgsvæsen

### Artikler
Artikler i fagtidsskrifter om økonomi og teknik, som var af betydning for det praktiske skovbrug.

#### På internettet
- A. Oppermann: "Tilvirkning og Anvendelse af dansk Bøgetræ" (Nationaløkonomisk Tidsskrift, Bind 3. række, 13 (1905)) Arkiveret 24. april 2014 hos  Wayback Machine
- A. Oppermann: "Fremtidsudsigterne for dansk Naaletræ" (Nationaløkonomisk Tidsskrift, Bind 3. række, 20 (1912)) Arkiveret 24. april 2014 hos  Wayback Machine
- A. Oppermann: "Skovbrugets Ejendomsskatter" (Nationaløkonomisk Tidsskrift, Bind 3. række, 36 (1928)) Arkiveret 24. april 2014 hos  Wayback Machine